# Soibada (Verwaltungsamt)
| \| \| |
|       |

|  |

Soibada ist ein osttimoresisches Verwaltungsamt (portugiesisch Posto Administrativo) in der Gemeinde Manatuto. Der Sitz der Verwaltung befindet sich im Suco Samoro im Ort Soibada.

## Geographie

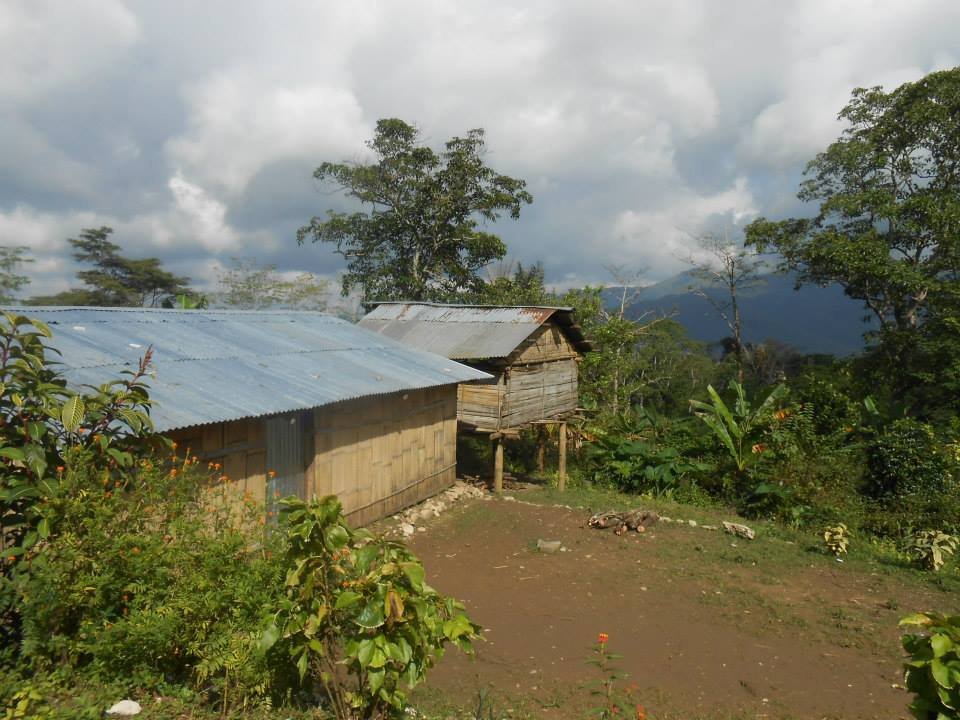
Dorf in Soibada

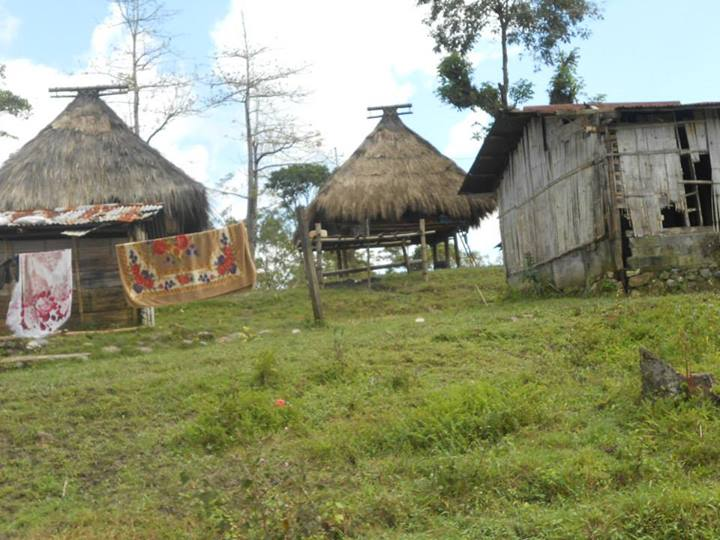
Dorf in Soibada

Bis 2014 wurden die Verwaltungsämter noch als Subdistrikte bezeichnet. Vor der Gebietsreform 2015 hatte Soibada eine Fläche von 130,34 km². Nun sind es 130,02 km².
Das Verwaltungsamt Soibada liegt im Südwesten der Gemeinde Manatuto. Nördlich und westlich liegt das Verwaltungsamt Laclubar, im Osten das Verwaltungsamt Barique. Im Süden grenzt Soibada an die Gemeinde Manufahi mit ihren Verwaltungsämtern Fatuberlio. Das Verwaltungsamt teilt sich in fünf Sucos: Fatumaquerec (Fatumakerek), Leo-Hat (Leo Hat, Leohat), Manlala, Maun-Fahe (Maunfahe, Maunfahi) und Samoro. Der Sáhen durchquert Soibada auf seinem Weg nach Süden. Dabei münden in ihn im Süden von Soibada der Quic, der in Samoro entspringt und der aus Osten kommende Motana, Der Grenzfluss zu Barique. An der Ostgrenze fließt der Quiclezen, ein Nebenfluss des Clerec.
Der Hauptort Soibada dehnt sich über die Sucos Fatumaquerec, Leo-Hat und Manlala aus. Hier befindet sich mit dem Colégio Soibada eine der ältesten Schulen des Landes. Etwa eine Meile nördlich vom Ort Soibada entfernt, im Suco Manlala, liegt der Hügel Aitara (608 m), auf dessen Gipfel sich ein großer Banyan-Baum befindet. Dieser Ort gilt seit jeher als heilig. Neben dem Baum steht ein Marienschrein, der der Mutter von Aitara (Nossa Senhora de Aitara) geweiht ist. Sie soll hier an einem 16. Oktober mehreren Frauen erschienen sein, weswegen in Soibada um 1900 die Mission errichtet wurde. Die den Schrein umgebende, moderne Kapelle ist auf dem Fundament der Kapelle aus der Kolonialzeit errichtet worden. Sie ist heute ein nationaler Pilgerort, an dem jährlich mit einer großen Feier an die Erscheinung gedacht wird.

Klimadaten
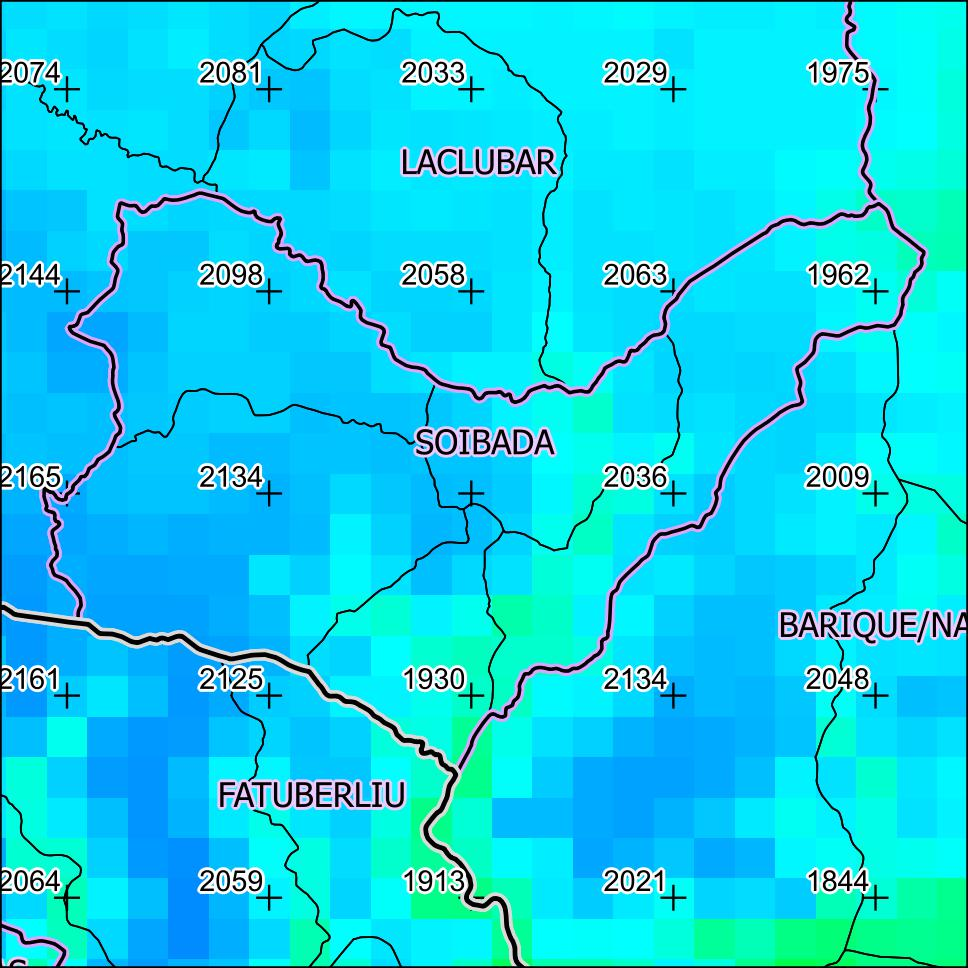
Jährliche Niederschlagsmenge (2000)
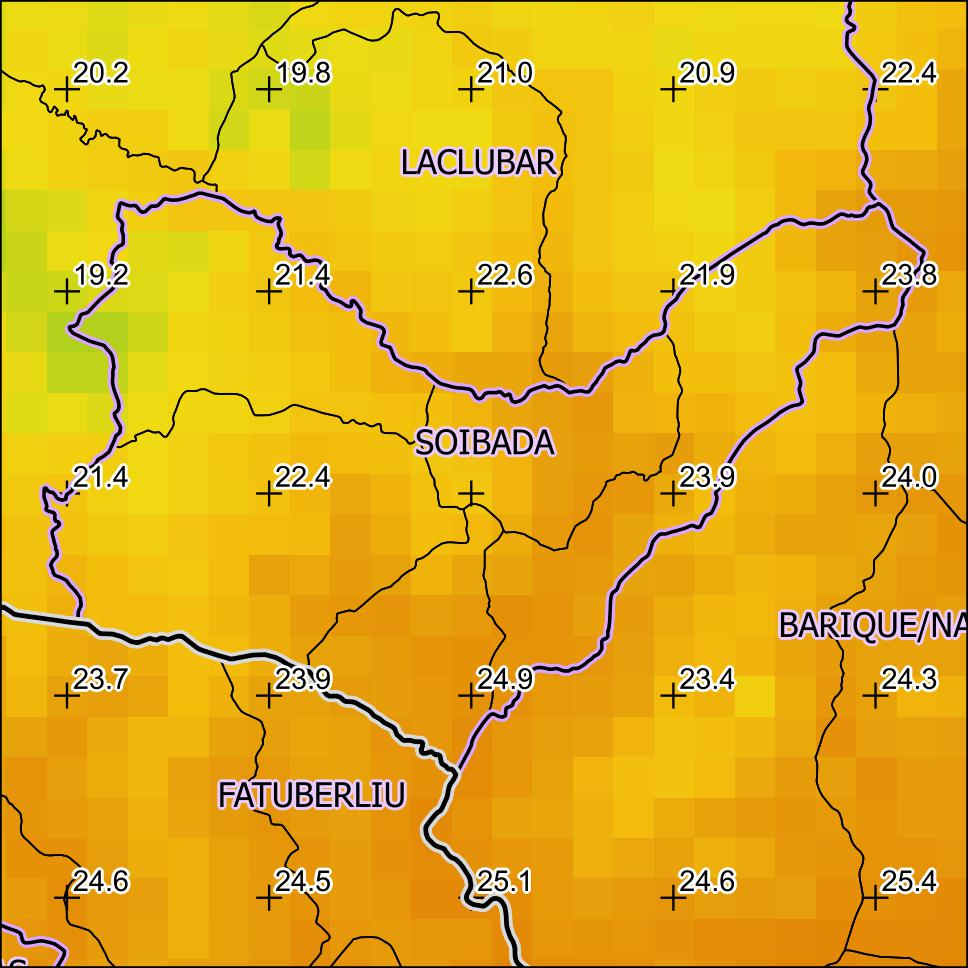
Jahresdurchschnitts-temperatur (2000)
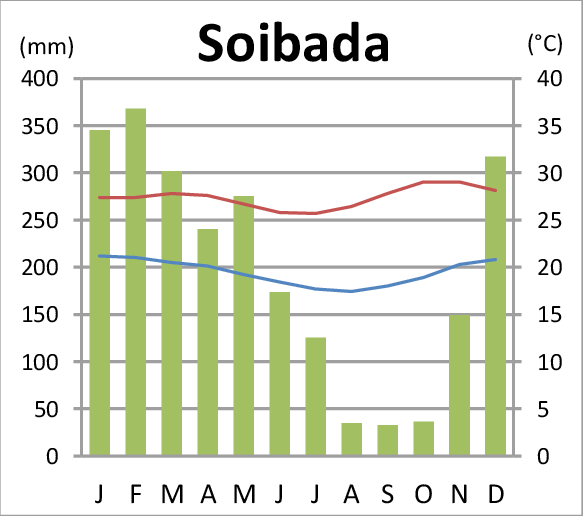
Klimadiagramm von Soibada

## Einwohner

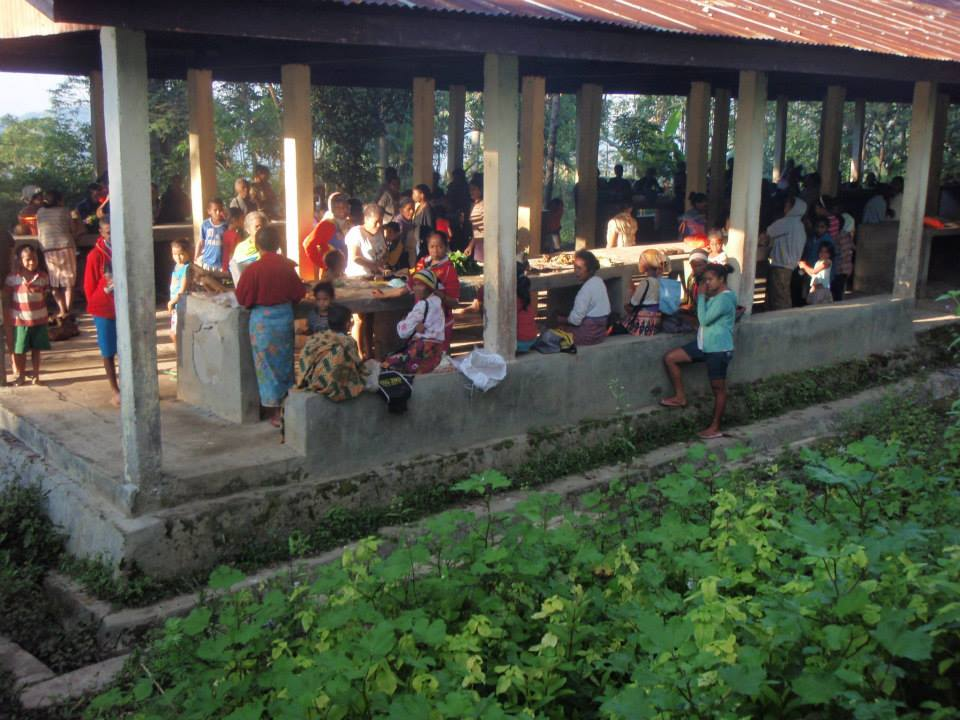
Dorfleben

In Soibada leben 3.277 Menschen (2022), davon sind 1.684 Männer und 1.593 Frauen. Im Verwaltungsamt gibt es 502 Haushalte. Die größte Sprachgruppe bilden die Sprecher des Tetum Terik (hier auch Soibada Tetun genannt), eines Dialekts der Amtssprache Tetum. Der Altersdurchschnitt beträgt 16,6 Jahre (2010, 2004: 16,5 Jahre).

## Geschichte

Dom André Doutel, Herrscher von Samoro (1899)

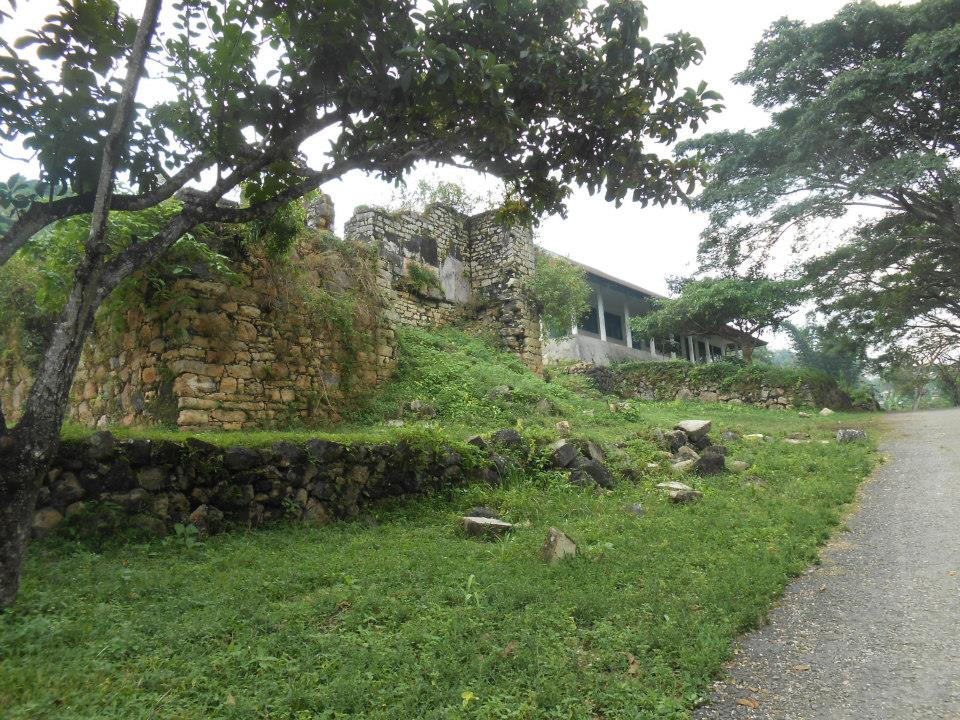
Der Ort Soibada

Anfang des 18. Jahrhunderts missionierte der Dominikaner Manuel de Santo António in Samoro und bekehrte den hiesigen Liurai zum Christentum. Zum Reich von Samoro gehörte die Umgebung des Ortes Soibada. 1756 weigerte sich Samoro, wie viele andere Reiche im Osten, Wehale in ein Bündnis mit den Niederländern zu folgen. Man blieb auf Seiten der Portugiesen.
1899 gründeten Jesuiten und Schwestern der Canossianer die Mission in Soibada, die damals aus einfachen Hütten bestand. Der Generalvikar, der für den Süden der Kolonie zuständig war, nahm hier im Jahr 1900 seinen Sitz. Im selben Jahr begann der Bau des Wohnhauses der Missionare, der Herz-Jesu-Kirche und zweier Colégios. Das Colégio Nuno Álvares Pereira für die Jungen wurde 1904 eröffnet. Das Colégio da Imaculada Conceição für Mädchen begann mit seinem Betrieb um 1910. Soibada war in dieser Zeit das religiöse und Bildungszentrum auf Timor. Am 23. Dezember 1910 wurden die Jesuiten aber auf Befehl der neuen, republikanischen Verwaltung aus Soibada vertrieben. Erst mit der neuen portugiesischen Verfassung von 1933 und den Gesetzen von 1935 wurde das Dekret von 1910 wieder aufgehoben, Am 13. Oktober 1936 wurde in Soibada das Priesterseminar Nossa Senhora da Fatima gegründet. Außerdem gab es mit der Escola São Francisco Xavier eine Schule zur Ausbildung von Katecheten. Die Gebäude der Mission entkamen der Zerstörung im Zweiten Weltkrieg durch die Japaner, da der lokale Herrscher Raimundo Doutel Sarmento sich für sie einsetzte. Doch nach dem Krieg begann der Abstieg von Soibada. 1951 wurde das Priesterseminar und die Katechetenschule nach Dare verlegt und in Barique eine Diözese gegründet.
Soibada wurde direkt nach der indonesischen Invasion 1975 zum Hauptquartier der FRETILIN. Auf deren Kongress wurde hier im Mai 1976 der bisherige Premierminister Osttimors Nicolau dos Reis Lobato offiziell zum militärischen Kommandanten erhoben. 1977 eroberten die Indonesier Soibada. Die Einwohner aus Manlala flohen in die nahen Wälder von Lehutala, wo sie Hütten nahe ihren Anpflanzungen errichteten. Kurz darauf mussten sie weiter nach Fatuberlio fliehen, wo ebenfalls Hütten, Gärten und sogar eine kleine Schule aufgebaut wurden. Hier starben einige Einwohner durch Hunger und Krankheiten. Zwei Monate später erfolgten erneute Angriffe durch die Indonesier, weswegen die Menschen aus Manlala nun innerhalb Fatuberlios wieder fliehen mussten. Die Ernte ging dadurch verloren. Nach weiteren Attacken der indonesischen Armee flohen die Einwohner Soibadas im August 1978 erneut. Erst drei Monate später ergaben sie sich den Truppen.
Im Ort Soibada und bei Maun-Fahe/Teras standen Ende 1979 indonesische Lager für Osttimoresen, die zur besseren Kontrolle von den Besatzern umgesiedelt werden sollten.

## Politik

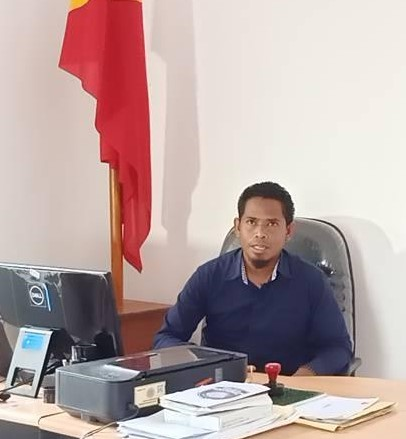
Faustino Manuel Lopes Da Cruz (2020)

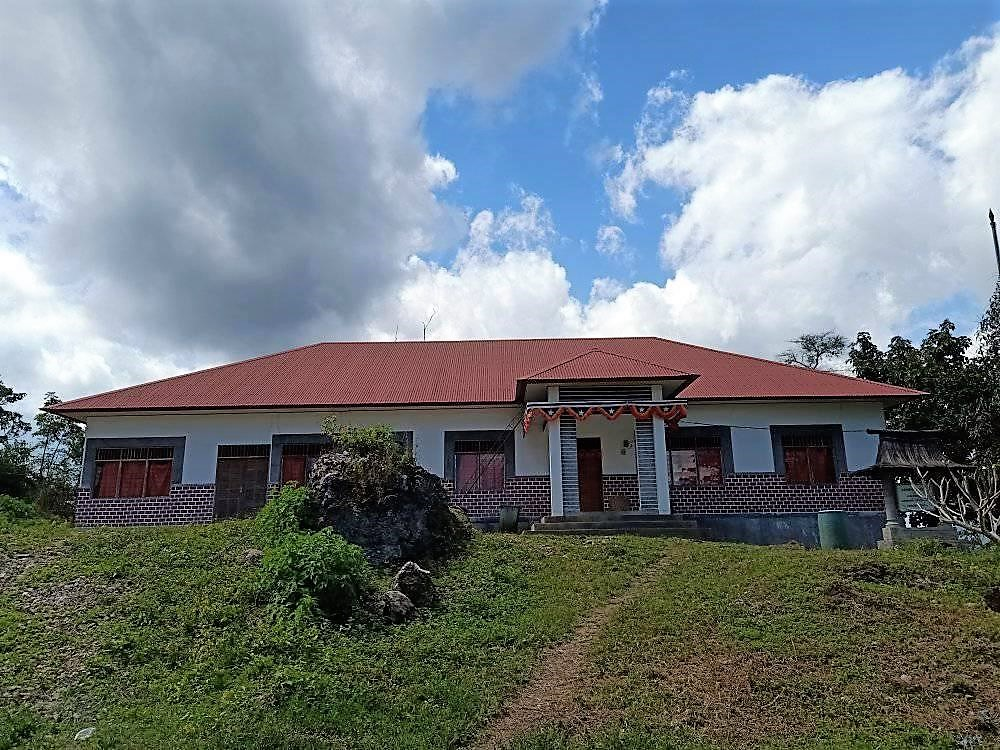
Sitz des Verwaltungsamtes

Der Administrator des Verwaltungsamts wird von der Zentralregierung in Dili ernannt. 2010 war es Francisco da Costa und 2015 Agripino da Silva Sarmento 2016 übernahm Faustino Manuel Lopes da Cruz bis mindestens 2020. Am 9. Januar 2024 wurde Terezinha da Costa Moniz zum Administrator ernannt.

## Wirtschaft

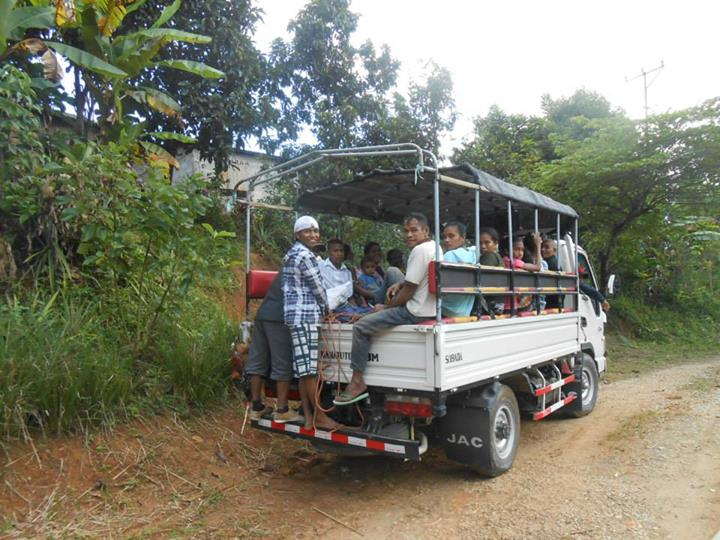
Transport in Soibada

59 % der Haushalte in Soibada bauen Maniok an, 58 % Mais, 57 % Gemüse, 54 % Kaffee, 48 % Kokosnüsse und 35 % Reis. Bei Fatumaquerec gibt es ein kleines Goldvorkommen.